# Tetragrámaton

El Tetragrámaton en alfabeto fenicio (1100 a. C. a 300), arameo (a) y hebreo moderno.

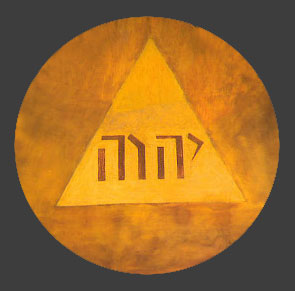
Francisco de Goya: "El nombre de Dios", Tetragrámaton en triángulo, detalle del fresco La adoración del nombre de Dios (conocido también como La Gloria), 1772.

Tetragrámaton (en griego antiguo: Τετραɣράμματον [tetragrámmaton]; en latín: Tetragrammaton) es la combinación de cuatro letras hebreas יהוה transliterada como YHVH o YHWH que la Biblia hebrea emplea como nombre propio del Dios común de judíos, samaritanos, musulmanes y cristianos.
Las cuatro letras del vocablo, leídas de derecha a izquierda, son yód (י), he (ה), vav (ו) y he (ה). Si bien no hay consenso sobre la estructura y la etimología del nombre, para transcribir el Tetragrámaton en español se recomienda y se le da preferencia a la forma Yavé; su variante Yaveh no es errónea, pero se escribe sin tilde (por ser aguda terminada en hache). La forma Yahveh  o Yahweh  está aceptada en la actualidad como la pronunciación original del Tetragrámaton, y sus versiones alternas son Yahwoh [Yahû/Yahô] [Yahōh] o Yahwah. Anteriormente en los medios cristianos desde fines de la Edad Media hasta el siglo XIX se empleó la pronunciación latinizada Jehovah, ya abandonada por los eruditos, pero se trata de la más extendida y de mayor uso.

## En textos no bíblicos
El más antiguo registro comúnmente aceptado del Tetragrámaton se encuentra en la inscripción de la estela de Mesa de alrededor de 840 a. C., en la que el rey de Moab se jacta de haber conquistado una posesión del Reino de Israel y de haber traído de ahí los vasos de YHWH para ofrecerlos al dios moabita Quemos.
Pertenecen al mismo siglo dos menciones de YHWH en inscripciones encontradas en Kuntillet Ajrud que hablan de Yahweh y Asera.
De los siglos VII y VI a. C. son las llamadas Cartas de Tel Arad y de Laquis que también contienen el nombre YHWH.
Algunos documentos anteriores a la compilación de la Biblia mencionan un dios con nombre similar. En las tablillas de barro del siglo XV a. C. encontradas en Ugarit se habla de una variante del dios Yam "YW hijo de El".
Otros pretendientes a la evidencia más antigua del Tetragrámaton estaría en las siguientes inscripciones egipcias:
- Un documento egipcio de la época de Amenofis III (1402-1363 a. C.), en una estela del templo de Amón en Soleb (norte de Sudán) sobre las conquistas militares del Imperio Egipcio en el siglo XIV a. C., menciona "la tierra de los nómadas [Shasu] de YHW" (leído: ja-h-wí o ja-h-wa) en una lista de localidades que habla también de otros grupos étnicos nombrados por sus dioses.[25][26]
- En otra lista de la época de Ramsés II (1279-1213 a. C.), presente en una inscripción de Amara Occidental, el área donde vivían estos nómadas se especifica como S-rr, es decir Seir, región montañosa al sureste de Palestina.[25] Dado que algunos pasajes bíblicos hablan de Seir como el lugar de donde sale YHWH, se supone que YHW y YHWH sean idénticos.[27][28][29]
- En otra lista del gobierno de Ramsés III (1186-1155 a. C.), presente en una inscripción de la torres sur del primer pilono de Medinet Habu, donde el nombre 'YHA' [leído como ji-ha o ja-h-wí], aparece 2 veces, agrupado junto con nombres de lugares en Canaán.[30]

- En los papiros de Elefantina (de una comunidad judía sincrética) de entre 495 y 399 a. C. con las formas cortas YHW y YHH se representa YHWH adorado en un templo (destruido en 410 a. C.) dedicado a él en la colonia militar judía de Elefantina en el sur de Egipto. Algunas de las fórmulas de juramento usadas en estos documentos son sincréticas, como "la Anat de YHW" o "por YHH y Jnum".[31][32][33][34]

- En una inscripción arqueológica del siglo XIII a. C. Aproximadamente de tiempos de Josué, se pronuncia una maldición en nombre de YHWH. [35]

En los nombres teofóricos, el Tetragrámaton no aparece nunca en su forma completa (YHWH). De los que contienen formas cortas, generalmente como primera sílaba, raramente como última, nunca en el medio del nombre, el Reallexikon der Assyriologie proporciona la siguiente lista de los más antiguos (a partir de alrededor 950 a. C.) ejemplos arqueológicos. Los más antiguos designan a israelitas (Reino del norte) y judaítas (Reino del sur), pero desde 500 a. C. los encontrados en Elefantina podían ser nombres también de persas y egipcios. El egiptólogo Thomas Schneider ha sostenido la existencia de un nombre teofórico en un papiro del Libro de los Muertos que data de finales de la dinastía XVIII o principios de la XIX, que él tradujo como 'adōnī-rō'ē-yāh, que significa "Mi señor es el pastor de Yah".
| Forma corta | Primera evidencia extrabíblica (a. C.) | Lugar           | Ejemplos bíblicos                                                          |
| ----------- | -------------------------------------- | --------------- | -------------------------------------------------------------------------- |
| YW-         | 950                                    | Reino del norte | Jonatán                                                                    |
| -YW         | 950                                    | Reino del norte |                                                                            |
| YHW-        | 900                                    | Reino del sur   | Josué                                                                      |
| YHH-        | 900                                    | Reino del sur   |                                                                            |
| YH-         | 700                                    | Reino del sur   |                                                                            |
| YW-         | ≈600                                   | Egipto          | Joel                                                                       |
| -HYW        | 500                                    | Elefantina      |                                                                            |
| -YHW        | 300                                    | Edfu            | Elías                                                                      |
| -YH         | 200                                    | Transjordania   | Zacarías (profeta), Zacarías (padre de Juan el Bautista), Isaías, Ezequías |

De las formas cortas, la única que aparece individualmente en la Biblia es YH, por ejemplo en Éxodo 15:2. Generalmente aparece junto con el imperativo plural de HLL ("alabar, glorificar") en la exclamación Hallelu Yah ("¡Alabad a Yah!"): Así en cierto género de salmos bíblicos.

### Papiros mágicos
Los papiros mágicos judíos son una subclase de papiros con usos mágicos judíos específicos, y que arrojan luz sobre la creencia popular. Aunque la magia estaba prohibida por la ley levítica en el Tanaj, se practicaba ampliamente a finales del período del Segundo Templo, y particularmente bien documentada en el período posterior a la destrucción del templo en los siglos III, IV y V.  Los Magos judíos y samaritanos aparecen en el Nuevo Testamento, Hechos de los Apóstoles, y también en las obras de Josefo.
Entre los judíos del período del Segundo Templo, los amuletos eran muy comunes. Las representaciones del Tetragrámaton o combinaciones inspiradas en él en idiomas como el griego y el copto dan pistas de su pronunciación, los más frecuentes son; Iαβε (Yabe) Iαβα (Yaba). El dios más comúnmente invocado era Ιαω (en copto Ⲓⲁⲱ ), otra vocalización del Tetragrámaton. Hay una sola instancia de heptagrama ιαωουηε (iaōouēe). Yāwē se encuentra en una lista cristiana etíope de nombres mágicos, supuestamente enseñados por Jesucristo a sus discípulos.

## El Tetragrámaton en la Biblia

### Tanaj o Antiguo Testamento
El uso del Tetragrámaton en los libros de la Biblia hebrea varía según la fuente, dadas las diferencias entre manuscritos o el uso de expresiones compuestas. La Jewish Encyclopedia proporciona los siguientes datos basados en el texto masorético: En la Torá aparece 1419 veces: (Génesis, 153; Éxodo, 364; Levítico, 285; Números, 387; y Deuteronomio, 230) En los Nevi'im (Profetas) es usado 2696 veces (Josué, 170; Jueces, 158; los dos Libros de Samuel, 423; los dos Libros de los Reyes, 467; Isaías, 367; Jeremías, 555; Ezequiel, 211; y en los Profetas menores, 345). En los Ketuvim (Escritos) se usa 1295 veces (Salmos, 645; Proverbios, 87; Job, 31; Rut, 16; Lamentaciones, 32; Daniel, 7; Esdras–Nehemías, 31; y los dos Libros de las Crónicas ,446). Suman un total de 5410 menciones del Tetragrámaton en toda la Tanaj (Biblia hebrea). Otras fuentes indican un número aproximado que, si se incluyen expresiones que en hebreo o arameo forman una misma palabra (como "casa de YHWH" o "palabra de YHWH"), llega a más de 6800 menciones.
El Tetragrámaton no aparece en los libros más tardíos de la Biblia hebrea: Eclesiastés, la versión protocanónica de Ester y el Cantar de los Cantares (con posible excepción del verso 8:6), ni tampoco en los libros llamados deuterocanónicos.

#### Versión de la Septuaginta
Han sido descubiertos cinco antiguos manuscritos fragmentarios de partes de la traducción de la Biblia usada por judíos de habla griega en los últimos siglos a. C., la Septuaginta. Los manuscritos, mucho más numerosos, pero también más recientes, emplean para representar el Tetragrámaton del texto original hebreo las palabras griegas Κύριος (Señor) y Θεός (Dios), que corresponden a "Adonai" y "Elohim". Pero estos cinco antiguos no usan otros métodos. El manuscrito 4Q120 del siglo I a. C. traduce el Tetragrámaton por Ἰαώ. El Papiro Fuad 266, también del siglo I a. C., tiene en medio del texto griego el mismo Tetragrámaton en letras hebreas, יהוה. Tres manuscritos del siglo siguiente, siglo I d. C., también tienen el Tetragrámaton en medio del texto griego, pero escrito no en las letras hebreas normales יהוה, sino en la forma arcaica 𐤉𐤄𐤅𐤄. Estos tres manuscritos son el Rollo griego de los Profetas Menores de Nahal Hever, el Papiro Oxirrinco 3522 y el Papiro Oxirrinco 5101.
En los manuscritos de idioma hebreo el uso de la forma arcaica de las letras advertía al lector que había que decir "Adonai" en vez del Tetragrámaton. Se puede suponer que el lector de habla griega, al llegar a las letras no griegas, ya sean arcaicas o normales, pronunciaba los términos griegos equivalentes a "Adonai" o "Elohim", es decir, Κύριος o Θεός, o que decía Ἰαώ en correspondencia quizás al nombre menos sagrado de Dios, "Yaho" (יהו), que se le permitía pronunciar.
En el texto del Papiro Rylands 458 del siglo II a. C., que es el más antiguo manuscrito conocido de la Septuaginta, hay un espacio blanco. Se supone que queda vacío o porque ahí algo fue borrado o porque el escriba lo dejó en blanco para que otro lo completase escribiendo o el Tetragrámaton o la palabra Κύριος. Según Larry W. Hurtado ese espacio no corresponde a ninguna parte del texto hebreo donde aparece el Tetragrámaton.
Por supuesto, hay cientos de manuscritos de la Septuaginta que no tienen rastro del Tetragrámaton y solo tienen Κύριος y Θεός, pero son de fecha posterior.
Hay además otros muy pocos manuscritos griegos con el Tetragrámaton, pero su texto no es el de la Septuaginta, sino de traducciones hechas por judíos después del año 100 d. C., como la de Aquila de Sinope.
Las traducciones de la Biblia judía a otros idiomas, como la Vulgata latina, siguieron el ejemplo de la gran mayoría de los manuscritos de la Septuaginta.

Para el nombre de Dios hay varias palabras en hebreo: uno de los más comunes es Elohim, traducido "Dios"; otro es Adonai, traducido "Señor"; pero el nombre asignado a Dios como su nombre especial o su nombre propio, tiene en hebreo estas cuatro letras: "YHWH". Este no era pronunciado por los hebreos debido a la reverencia que tenían a lo sagrado de este nombre de la divinidad, y lo sustituían por otro de los nombres de Dios. La versión griega del Antiguo Testamento, conocida como la Septuaginta (LXX), o versión de los Setenta, traduce "YHWH" generalmente por Kurios ("Señor"), y la Vulgata Latina, que tuvo también una gran influencia en la traducción de la Biblia a muchos idiomas, lo traduce por Dominus ("Señor").

### Nuevo Testamento

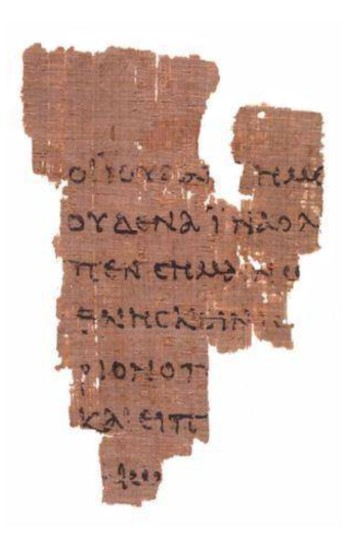
Papiro P52, el fragmento de manuscrito más antiguo conocido del Nuevo Testamento.

El Tetragrámaton no aparece en los textos del Nuevo Testamento cristiano, escritos integralmente en griego, sin mezclar adentro caracteres hebreos, como sucedió, en cambio, en ciertos manuscritos judíos (de los cuales sobreviven cuatro ejemplares) de la versión Septuaginta del Antiguo Testamento en griego. Tampoco se encuentra en los otros textos cristianos primitivos, incluso en los evangelios apócrifos que imitaban las genuinas Escrituras Sagradas. También en los escritos de los Padres de la Iglesia, que al citar el Antiguo Testamento hablan de Dios como Kyrios (Kύριος, pronunciado Kürios), término griego que corresponde a Dominus en latín, es decir "Señor". Este uso también se refleja en las copias cristianas de la Septuaginta, y en las versiones de ambos Testamentos en otros idiomas, como la Peshitta en siriaco y la Vetus Latina y la Vulgata en latín.
El traductor de esta última, Jerónimo, relata que en algunos antiguos manuscritos griegos del Antiguo Testamento se hallaba el Nombre escrito en caracteres hebreos arcaicos y en otros el Tetragrámaton reemplazado por las letras griegas ΠΙΠΙ, leídas como "Pipi", a lo cual considera una muestra de ignorancia. Hay además traducciones griegas del Antiguo Testamento que emplean el Tetragrámaton, como la de Aquila de Sinope, pero por ser hechas por judíos después del año 100 d. C., no tienen relación con el Nuevo Testamento.
Con pocas excepciones, las traducciones modernas del Nuevo Testamento, basadas como están en el texto que se encuentra en los manuscritos, nunca utilizan el Tetragrámaton. Las excepciones o emplean en las citas del Antiguo Testamento que se encuentran en el Nuevo Testamento la misma forma empleada en su contexto original y no la forma (con Kyrios) en la que aparecen en el Nuevo Testamento; o suponen que los documentos originales que se juntaron posteriormente para formar el Nuevo Testamento tenían no Kyrios sino el Tetragrámaton, y que esto fue reemplazado por otros términos por los editores del Nuevo Testamento o por los copistas posteriores. Entre ellas se pueden mencionar, de manera no exhaustiva: A Literal Translation of the New Testament... From the Text of the Vatican Manuscript (Heinfetter, 1863); The Emphatic Diaglott (Benjamin Wilson, 1864); The Epistles of Paul in Modern English (George Barker Stevens, 1898) y St. Paul's Epistle to the Romans (Rutherford, 1900). Se trata de "interpretaciones basadas en conjeturas y supuestos teológicos".
En 1977 George Howard propuso como hipótesis que los textos citados en el Nuevo Testamento hayan contenido el Tetragrámaton en hebreo, como en algunos ejemplares de la Septuaginta. Esta hipótesis no ha podido ser comprobada con base en los manuscritos existentes y el consenso es que, aun así, el texto canónico es el del Nuevo Testamento y no el de sus fuentes.

## Significado y etimología
Actualmente existe cierto debate sobre la estructura y la etimología del nombre. Hay una serie de propuestas tanto seculares como teológicas, pero la falta de evidencia y la religiosidad que gira en su entorno no ha dado resultado que permita dar una respuesta convincente para todos. 

### Yo Soy
Según la interpretación que se presenta en Éxodo 3:14-15, la etimología del Tetragrámaton estaría relacionada con la conjugación del verbo (היה HYH) que significa "ser, estar, llegar a ser, causar ó existir".

Yo Soy el que Soy.  Así dirás a los hijos de Israel: «"Yo Soy" me ha enviado a vosotros» [...] Así dirás a los hijos de Israel: «Yahveh [...] me ha enviado a vosotros».
Éxodo 3:14-15

La frase Yo Soy el que Soy (אהיה אשר אהיה pron. ahYaH ’ăšer ’ahYaH / ahYaH ’ăšer ’ehYeH) da como resultado el acrónimo YHYH y no YHWH, para aclarar esto, algunos eruditos propusieron que en el Tetragrámaton se representa una sustitución de la Y medial (י) por una W (ו), ya que ambas funcionan como matres lectionis, una práctica ocasionalmente atestiguada en el hebreo bíblico; otros propusieron que el Tetragrámaton derivaría de la cercana raíz triconsonantal הוה (HWH) "ser, volverse, constituir", una variante de HYH, o que incluso "HWH" sea la forma arcaica de "HYH". El consenso académico ha descartado propuestas no semíticas tales como la deidad egipcia Yah + wa "uno", el  hurrita Yah "dios" + el sufijo hawa, o incluso que este provenga de un grito de culto Ya-huwa similar al islam Alá-hu. La erudición moderna considera que YHWH representa una forma verbal, con la y- representando el tercer prefijo verbal masculino del verbo HYH (היה) "ser/estar", como se indica en la Biblia hebrea. El fundamento de este consenso es el pasaje Éxodo 3:14, y otros en menor medida como Éxodo 3:12, Éxodo 4:12-15, Oseas 1:9, entre otros, el título Sebaot "Yahveh de los ejércitos" el cual nunca aparece solo, y el hecho que el Tetragrámaton está ligado al verbo "HYH" (de las 3561 veces que aparece el verbo "hyh" nunca aparece como causal).
William Foxwell Albright propuso en la década de 1920 que el nombre "Yahweh" es una abreviatura de la frase "yahweh (él hace existir) ašer (lo que) yihweh (existe)", en esta interpretación yahweh sería la tercera persona singular masculina del aspecto causativo del verbo hawah (forma arcaica hayah), y yihweh la correspondiente parte de la forma simple del mismo verbo, la Enciclopedia Británica de 2020 dice que muchos estudiosos se han adherido a esta teoría, pero no todos. Frank Cross, discípulo de Albright conserva la interpretación verbal causativa del nombre, pero dice que la frase de la que es una abreviatura es yahweh ṣĕbaot (él hace existir a los ejércitos celestiales frase que aparece más de 200 veces en la Biblia hebrea y que tradicionalmente se traduce con "Yahweh (o Señor) de los ejércitos", traducción que Moore considera errónea. David N. Freedman, otro discípulo de Albright, dice que "Yahweh" podría ser una forma abreviada de nombres-frases como Ēl yahweh yiśrāʾēl (Ēl "Dios" hace que Israel exista) y ʾĒl yahweh rûḥôt (Ēl "Dios" hace que los vientos existan).
Cross propuso que el texto original (Éxodo 3:14) estaba en tercera persona y en la forma hif'il: yahweh ašer yahweh, y Freedman consideró suficiente poner los verbos en esta forma hif'il, cambiando solo las vocales e interpretando la forma resultante, "Creo lo que creo", como equivalente a "Yo soy el creador".

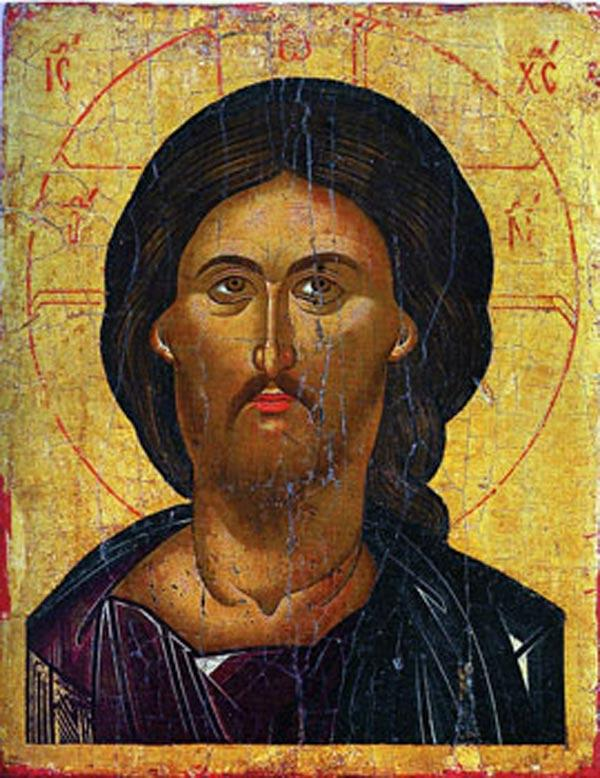
Icono que aplica la frase ὁ ὤν ("el existente") a Cristo, identificado en tradiciones de la Iglesia ortodoxa con el YHWH del Antiguo Testamento.

La Septuaginta traduce la frase en Éxodo 3,14 con Ἐγώ εἰμι ὁ ὤν, que literalmente significa "Yo soy el existente". En la Antigüedad, se interpretaba esta frase como indicación de la esencia metafísica de Dios. Los exégetas contemporáneos, en cambio, la interpretan no como una declaración de Dios sobre su existencia estática, sino como una promesa de estar activa o dinámicamente con Moisés y el pueblo de Israel, de mostrarse presente con ellos.
G.H. Parke-Taylor indica los nombres de varios eruditos que no aceptan la teoría del sentido causativo del Tetragrámaton y prefirieron interpretarlo en el sentido de "existir" más bien que "hacer existir" y así ponen el énfasis, no tanto en las acciones de Dios, sino más bien en su presencia continua, en su libertad y en su soberanía, entre su pueblo. Estos dicen que el capítulo 3 de Éxodo interpreta el nombre del Tetragrámaton como expresión de la existencia activa de Dios, y que en toda la Biblia hebrea no hay ningún elemento que pueda sugerir la explicación del Tetragrámaton propuesto por Albright y Freedman. La única explicación del nombre del Tetragrámaton en todo el Antiguo Testamento, según dicen, es la afirmación en Éxodo 3,13–14 de la realidad de la existencia activa del Dios de Israel.

### Referente al Clima
Una hipótesis alternativa postula que la etimología más plausible para el nombre puede ser la raíz semítica hwy "soplar" y que el nombre significaría "el que sopla". Según esta interpretación, el Tetragrámaton indica el dios de la tempestad; entre los eruditos que apoyan esta interpretación se encuentran Julius Wellhausen, B. Duhm, R. Eisler, W.H. Ward, W.O.E. Oesterly, T.H. Robinson, T.J. Meek, Thomas Römer, Jürgen van Oorschot y Markus Witte. Se ha propuesto que en Israel y en el idioma en general se presentó una re-interpretación con el verbo hāvâ (הוה soplar en árabe هوى -hawā-) se fue derivando en otros verbos similares como; dar aliento, dar respiración, dar vida, ser/estar, existir, de esta manera en el Tanaj se presenta como Yo Soy (אהיה) , y adquirió fácilmente un epíteto común El Eterno (El que será). 
Una cuestión fundamental es si el nombre se originó entre los israelitas o fue adoptado por ellos de algún otro pueblo y lengua. El autor bíblico declara expresamente que el Tetragrámaton era desconocido para los israelitas. "Este es mi nombre [Yahveh] y aparecí a Abraham, a Isaac y a Jacob como El Shaddai, mas en mi nombre YHWH no me di a conocer a ellos" , siguiendo este pasaje, los israelitas no habían sido adoradores de YHWH (quizá una forma abreviada YHW / YHH era conocida) antes de la época de Moisés. Las concepciones israelitas se basaron en su naturaleza en lugar de su la etimología.
Basados en el Éxodo 3:14, fuentes extra bíblicas y que los pueblos llamaban sus deidades según sus características o función (por ejemplo: Poseidón; el que agita la tierra), el Tetragrámaton significaría "El que hace que los vientos sean" algo propio para una deidad climatológica. En todo el Tanaj Yahweh se describe explícitamente siendo una "nube", la cual hace llover, con su furia provoca inundaciones (como el Diluvio universal) envía sequías, hace caer granizo, sopla, envía rayos y su voz es el trueno.
En la antigua religión israelita, Yahveh era adorado como dios principal o exclusivo en el culto, sin negar la existencia de otros dioses. Sin embargo, como deidad que pasó por un proceso desde deidad local hasta deidad suprema y finalmente a deidad única-universal, Yahvé acumuló una gran cantidad de atributos y funciones diferentes, que no pueden resumirse de una forma uniforme. Es probable que el nombre se entendiera de manera diferente en diferentes períodos y círculos.

### Hipótesis protoárabe: YHWH como “El Apasionado”
El investigador israelí Israel Knohl ha propuesto una interpretación alternativa del nombre YHWH, basada en el contexto cultural y lingüístico de los pueblos del sur, particularmente los madianitas. En lugar de derivar el nombre de la raíz hebrea היה (h-y-h, “ser”), Knohl sostiene que YHWH proviene de la raíz triconsonántica árabe h-w-y, que significa “amar”, “desear” o “apasionarse”. En este marco, el nombre YHWH se interpretaría como “El Apasionado” o “El Amado”, reflejando una imagen de Dios como una deidad celosa que exige devoción exclusiva.
Esta propuesta fue anticipada por el orientalista Shelomo Dov Goitein en 1956 y retomada por Knohl a partir de un análisis lingüístico y del trasfondo geográfico del relato bíblico, que ubica el primer encuentro de Moisés con YHWH en el territorio de Madián, una región asociada a poblaciones hablantes de dialectos árabes primitivos.
Knohl argumenta que esta etimología resulta coherente con pasajes bíblicos como Éxodo 34:14 (“Porque YHWH, cuyo nombre es celoso, es un Dios celoso”), donde el carácter emocional y exclusivo de Dios es enfatizado.
Esta visión se aparta de la interpretación tradicional basada en Éxodo 3:14 (“Yo soy el que soy”), que relaciona el nombre con la raíz hebrea h-y-h (“ser, existir”), y se enmarca dentro de un creciente interés académico por investigar los orígenes de YHWH en contextos culturales no israelitas.

## Pronunciación
El Tetragrámaton está compuesto de cuatro signos paleo-hebreos (𐤉𐤄𐤅𐤄), a finales y después de la época monárquica (Reinos de Israel y Judá) la zona fue fuertemente influenciada por el idioma arameo. Los eruditos debaten hasta qué punto esa influencia se introdujo en el hebreo hablado vernáculo, cuando el idioma internacional predominante de la región era el arameo. Judá terminó adoptando la escritura aramea (de la cual desciende la escritura hebrea en bloque) y el Tetragrámaton pasó a escribirse (יהוה), los eruditos llegaron al consenso que la pronunciación fue "Yahweh", mientras Max Reisel, en El Misterioso Nombre de YHWH, dice que su pronunciación fue Yahwah.
| י  | ה | ו  | ה  | Fecha         | transcripción | pronunciación aprox. |
| -- | - | -- | -- | ------------- | ------------- | -------------------- |
| Ι  | α | ω  | ω  | Siglo I a. C. | Yahwoh        | i.a.o / i.a.u        |
| Ιε | - | ω  | ω  | Siglo I       | Yehwoh        | Ye.o/Ye.u            |
| Ι  | α | -  | ε  | Siglo II      | Yahheh        | i.a.e                |
| Ι  | α | ου | ε  | Siglo II      | Yahweh        | i.a.u.e              |
| Ι  | α | β  | ου | Siglo II      | Yahvoh        | i.a.v.o              |
| Ι  | α | ου | α  | Siglo III     | Yahwah        | i.a.u.a              |
| Ιε | ω | ω  | α  | Siglo III     | Yehwah        | Ye.u.a               |
| Ι  | α | β  | α  | Siglo IV      | Yahvah        | i.a.v.a              |
| Ι  | ω | ω  | α  | Siglo IV      | Yhwah         | i.u.a                |
| Ιε | ω | ω  | ε  | Siglo IV      | Yehweh        | Ye.u.e               |
| Ι  | α | β  | ε  | Siglo IV      | Yahveh        | i.a.v.e              |

- Por lo general, vav (ו) se escribe en griego ου, se piensa que la he (ה) no solía pronunciarse, pero alargaba la vocal anterior y por ese motivo usa ω, por ejemplo; יהוה Ιαω, y con el prefijo Yahu (יהו) en los nombres teofóricos aparece Ιω (יהו), la cual se conserva en el pronunciación tiberiana Yŏhō/Yŭhū,[95] mientras la pronunciación masoreta posterior es Yeho/Yehu. Es posible que la he final (ה) indicara una ŏ,[96] así que en lugar de escribir Ιαουŏ escribían Ιαω, de esta manera se habría generalizado Yaho (יהו) como prefijo contraído en Yo (יו) y Yahu (יהו) como sufijo.[96]

La pronunciación completa Ιαουε/Ιαουα Yahweh/Yahwah sería resultado de una interpretación teológica (Éxodo 3:14) Yo Soy el que Soy, y que el verbo Ser en hebreo (היה Hayah) aquí se presentaría הוה (Ahwah/Ahweh). La identificación de la forma verbal se ve dificultada por el desconocimiento de la vocalización de YHWH. Si conservamos la forma simple (qal) Yahweh  “el que es/el que será” [El Eterno], si conservamos la forma causativa (hiphil) Yahwah, el significado sería más bien “el que causa el ser” [El Creador]. Si se mantuviera la forma causativa, esta sería la única aparición en la Biblia hebrea de este verbo en esta forma.
Eso no significó que una remplazara a la otra, Ιαω se sigue usando en inscripciones de judíos helenizados. Las variantes Ιαβε/Iαβα Yahveh/Yahvah se presentan por ambigüedad, ya que vav (ו) puede indicar vocal (ου) o consonante  (β).
A través de mater lectionis y otras fuentes antiguas, sonaría [i.a.u.a.] y con matices arameos; [i.a.u.e.] / [i.a.o.e]. Sin embargo, la pronunciación completa no fue común; los judíos utilizaban apócopes (pérdida de un sonido). 
El más común, que incluso se usa en el Tanaj es [i.a._._.] (Yah יה) y en frases como Alelu-Yah. La forma [i.a.u._.] (Yahw יהו) se usa en varios nombres teofóricos tanto como prefijo como sufijo (en el Tanaj 194 nombres contienen Yah o Yahw, que a su vez eran intercambiables) como Isaías (Ysa'Yah ישעיה Ysa'Yahw ישעיהו), debido a que los judíos no usan imágenes, pero sí amuletos con el Tetragrámaton, su inscripción más frecuente en griego fue Iαω [iao], un manuscrito de la Septuaginta datado del siglo I a. C. traduce el Tetragrámaton al griego como Ιαω, y varios autores antiguos lo documentaban como Ιαω, se ha llegado a la conclusión que posiblemente no fue apócope, si no la pronunciación original [Yahu/Yaho], en la que después de una vocal final corta, la última letra se omite, o en la que la última letra funciona como auxiliar de la letra anterior.
Por lo general, el elemento teofórico Yahu/Yaho (יהו) se contraía al comienzo de un nombre con [i._.u._.] (Yw יו) por ejemplo Ju'an y en latín Jo'annes, tras un cambio fonológico en el hebreo, los fonemas guturales se debilitaron, incluida la H (ה), para el momento que se adaptaron los nombres al griego (יהו y יו Yahw y Yw) era prácticamente homofonos "Yo" (יהו Yōh Ἰω / יו Yo Ἰου). Por otro lado, las intermedias [._.a.u._.] (הו) se atestiguan en nombres antiguos como Au'se (Αυση Ausē), pero con la pérdida "ה" pasó a Oseas (ωσηέ ōsēé) que llegó al latín Osee y al hebreo como Ho'she'a.
Con la sacrilidad del nombre, Yah (יה) y Yahw (יהו) en algún momento se consideraban muy sagradas para pronunciarlas. Una opción, y con la pérdida de "ה", fue apartar Y (י) y pronunciarlo de manera separada (Ye), así que en lugar de sonar Yahw [i.a.u/o.] sonaría Yehu/Yeho. Ese cambio se puede ver en los nombres teofóricos cuando la partícula se encuentra al principio, por ejemplo en el nombre del Reino de Judá (יהודה [iau'da] hebreo bíblico Yaû'dâ, en hebreo Yehu'dah, en griego Ἰουδαία i_u'da-ia Judea) pero no tuvo efectos cuando iba al final, por ejemplo Jo'natán (יהונתן YōhNatan-YehōNatan) / Netanyahu (נתניהו NatanYāhū). Esos cambios pronunciaron el Tetragaramatón como Yehuah, ó Yehueh y evitó la partícula sagrada "Yah". En Pistis Sophia del siglo II se describe en griego como Ιεου [Ye._u._.] es decir YHWH salteando la gutural H (ה), mientras los textos mágicos helenísticos (siglos II y III) lo describen como Ιεωά [Ye._u.a.]  YHWH.
Durante el Período del Segundo Templo (después de la Revuelta de los macabeos) desde los Rabinos, el Tetragrámaton empezó a ser sustituido cada vez más por Adonai. De acuerdo a Tamid, VII, 2, en algún momento, sólo los sacerdotes del Templo de Jerusalén podían pronunciar el Tetragrámaton, mientras los sacerdotes fuera del mismo tenían que decir Adonai. Tras la destrucción del Templo, ese cambio tomó cada vez más fuerza, hasta que se volvió tabú y el Tetragrámaton fue pronunciado Adonai.
Actualmente los judíos ni deletrean el Tetragrámaton (yód, he, vav, he) y cambian he con ke. Para leer en voz alta el Tetragrámaton, por ejemplo en los textos sagrados, pronuncian Adonai (אדני, "El Señor"), o Elohim (אלהים, "Dios"). Adonai se torna sagrado, así que suele usarse Hashem (השם, "El Nombre") o El Nombre explícito (השם המפורש).
Al leer el Tanaj en la sinagoga el Tetragrámaton se pronuncia Adonai. Si Adonai está al lado del Tetragrámaton, entonces en lugar de decir dos veces Adonai, se pronuncia el Tetragrámaton como Elohim.
| Puntos de.. | en hebreo | Resultado    | Fuente                           |
| ----------- | --------- | ------------ | -------------------------------- |
| Shema       | שְמָא       | יְהוָה Yehwah  | Códex Aleppo en hebreo tiberiano |
| Adonai      | אֲדֹנָי      | יְהֹוָה Yehōwāh | Texto masorético                 |
| Elohim      | אֱלֹהִים     | יֱהֹוִה Yĕhōwih | Texto masorético                 |

En la temprana Edad Media (alrededor del siglo VII) los judíos agregaron al Tanaj indicaciones en forma de puntos (nequdot) de las vocales con las que se pronunciaba el texto.

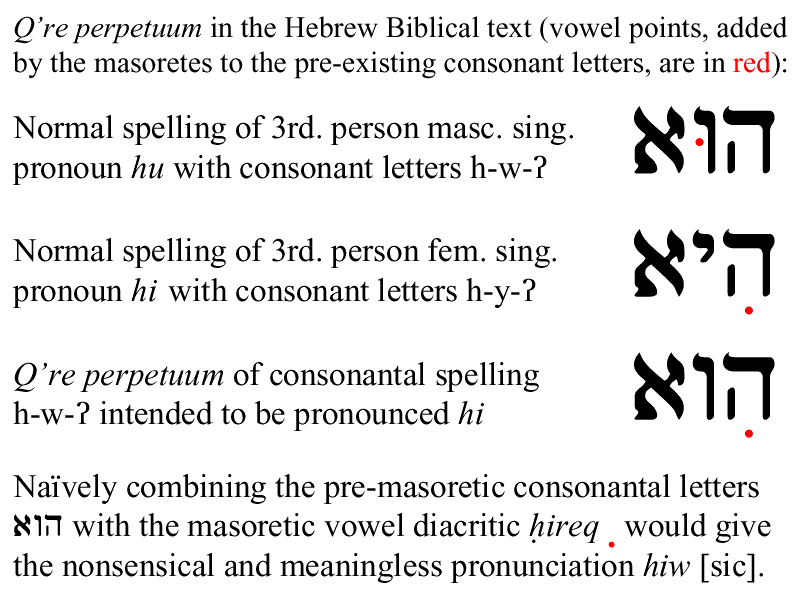
Q're perpetuum del pronombre היא ("ella") escrito como si fuese הוא ("él").

Algunas veces los puntos indicaban que se debía leer no lo que podían indicar las consonantes, sino otra palabra, como cuando hubo que corregir un texto cuya forma consonantal daba el pronombre הוא (correspondiente a "él") para hacer leer היא ("ella").
En el Pentateuco, el pronombre singular en tercera persona femenino היא (hī) muchísimas veces (120 veces en el Deuteronomio) se escribe igual al pronombre singular masculino הוא (hū). Los masoretas señalaron esta situación agregando el símbolo diacrítico (niqud o punto), que corresponde a la letra i, a la grafía con solo consonantes premasorética הוא (ver diagrama). La ortografía resultante pareciera indicar la pronunciación hiw, pero esto no tiene sentido en hebreo bíblico y un lector entendido del texto bíblico sabría que debe leer el pronombre femenino hī en su lugar.
Generalmente se sostiene que "Yehowah" (en latín Iehovah) es una forma pseudohebrea que fue erróneamente creada cuando los eruditos cristianos medievales o del renacimiento no comprendieron el común Q're perpetuum con los puntos de las vocales de Adonai escritas juntamente con las consonantes YHWH del Tetragrámaton (para indicar que YHWH debía ser pronunciado Adonai, como era la práctica judía del tiempo de los masoretas).
La "a" débil (hataf pataj) debajo de la א inicial de Adonai se convierte en "e" débil bajo la "yod" inicial (que no es una consonante gutural) del Tetragrámaton, en obediencia a las normas de la gramática hebrea sobre la sheva.
Ya antes de la introducción de los puntos vocálicos con los que indicar al lector que al encontrar el Tetragrámaton debe pronunciar "Adonai" o "Elohim", se podía de otras maneras avisarle de tener cuidado de no pronunciar el Tetragrámaton con las consonantes escritas. Uno de estos métodos era escribir el Tetragrámaton no con el alfabeto usado para el resto del texto sino con letras arcaicas, es decir, escribir no יהוה sino 𐤉𐤄𐤅𐤄. Otra señal de advertencia era meter al lugar del Tetragrámaton cuatro puntos gruesos (tetrapuncta).

### Samaritanos
Los samaritanos (otra nación de Judá) compartían el tabú de los judíos sobre la pronunciación del Tetragrámaton. Sin embargo, Sanedrín 10:1 incluye el comentario del rabino Mana II, "aquellos Kutim que hacen juramentos" tampoco tendrían participación en el mundo venidero, lo que sugiere que Mana pensó que algunos samaritanos usaban el Tetragrámaton para hacer juramentos. Hasta el día de hoy sus sacerdotes han conservado una pronunciación litúrgica "Yahwe" o "Yahwa". Al igual que con los judíos, el uso de Shema (שמא "el Nombre") sigue siendo el uso cotidiano del nombre entre los samaritanos, similar al hebreo "el Nombre" (hebreo השם "HaShem").

## Transcripciones

### ΙΑΩ

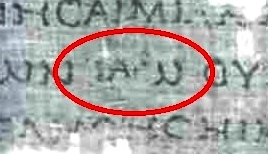
El nombre ΙΑω en el fragmento 20 del manuscrito 4Q120 (Levítico 4:27).

La primera transcripción del Tetragrámaton hebreo en otro idioma y otro alfabeto puede ser el trigrámaton griego ΙΑΩ, que se encuentra en dos fragmentos del rollo 4Q120 del siglo I a. C., uno de los manuscritos del Mar Muerto. En este manuscrito aparece como traducción griega de la palabra YHWH en Levítico 3:12 y 4:27. Aparece también como nombre del Dios de los judíos en Diodoro Sículo y varios otros autores griegos.
Algunos eruditos asocian este trigrámaton griego con el trigrámaton YHW/YHH de los documentos en arameo de la comunidad judía de Elefantina (pronunciado Yahu o Yahō), posible primera transcripción del Tetragrámaton, si no es, al contrario, como dice Martin Rose, el origen del más largo YHWH. Otros dicen que en los documentos de Elefantina YHW difiere de YHWH no en la pronunciación, sino solamente en la ortografía, en la que, después de una vocal final corta, la última letra se omite como mater lectionis.
En griego la letra iota (Ι) tiene valor silábico (/i/), pero en las transliteraciones griegas de palabras en otros idiomas se emplea a veces para representar la y consonantal castellana de la palabra "ya" (/j/), sonido para el que falta al griego una letra particular. Al griego falta también una letra que represente el sonido de la letra h en inglés (/h/). Por eso el trigrámaton griego ΙΑΩ puede representar los sonidos del trigrámaton arameo YHW o YHH. Pero sobre la relación entre las formas YHW y YHH y sobre su pronunciación no hay acuerdo.

### Iehovah

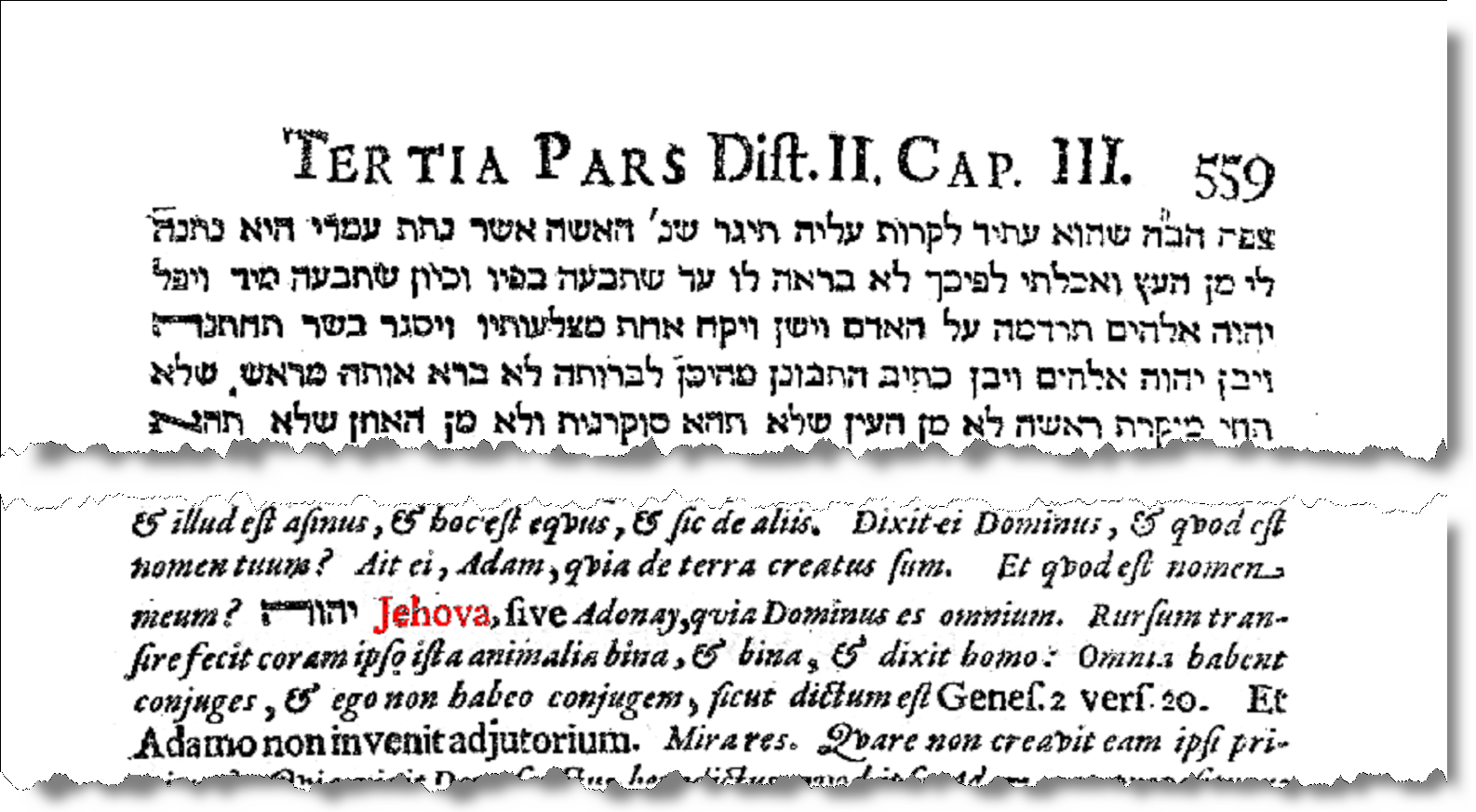
"Jehova" en la edición Leipzig 1687 del Pugio fidei de Raimundo Martí. La edición París 1651 usa la ortografía "Iehoua".

A partir del siglo XII en la Cristiandad occidental, al no entender la indicación del qeri perpetuum masorético que se debía leer "Adonai" donde en el texto se encontraba YHWH, se creyó que las vocales indicadas fuesen parte del nombre YHWH y por eso lo transcribieron en como Iehovah. Los textos donde los rabinos sustituyen el Tetragrámaton por "Elohim", cuyas vocales indicadas por los masoretas son las de este último nombre, fueron ignorados, por ser mucho menos numerosos. Quien tratase las consonantes YHWH y las vocales de "Elohim" como una sola unidad podría interpretar la combinación resultante como prueba que Iehovih fuese la pronunciación correcta del Tetragrámaton.
Uno de los primeros ejemplos de la forma Iehovah se encuentra, por ejemplo, en el Pugio fidei de Raimundo Martí escrito en 1270. El nombre híbrido entró en ciertas traducciones influyentes como la Reina-Valera castellana y la Biblia del rey Jacobo inglesa en los siglos XVI y XVII y en varios idiomas siguió dominando como transcripción de יהוה (YHWH) hasta el siglo XIX. No obstante, la versión revisada (1960) de la Biblia Reina-Valera, aunque conserva la ortografía "Jehová", aclara:

JEHOVÁ. Nombre personal de Dios en el Antiguo Testamento. En el hebreo primitivo, que carecía de vocales escritas, las consonantes son YHVH. Por respeto, dejó de pronunciarse, y en su lugar se leía "Adonay" (el Señor). Para recordar esto al lector, los rabinos le pusieron las vocales e, o y a, sólo como contraseña, cuando inventaron un sistema de vocales escritas para el hebreo. En los medios cristianos empezó a leerse desde fines de la Edad Media con esas vocales y así resultó la forma latinizada "Jehovah", de donde viene "Jehová". Los hebraístas han llegado al acuerdo general de que la pronunciación original debe de haber sido Yahveh.

### Jehovah o Yahweh
La lectura del Tetragrámaton como "Jehovah" comenzó a ser cuestionada ya desde el siglo XVIII, a partir del siglo XX se llegó al consenso de que el modo correcto de transcribirlo es "Yahweh" (hispanizado generalmente como "Yaveh"), una forma que ya se encuentra en los Padres griegos y que actualmente es considerada con "una certeza absoluta"  como la más fiel al original.
Del mismo modo, hay acuerdo general sobre la pronunciación del nombre corto YH (יה Yah) que aparece en el Salmo 89:8 y en la expresión הַלְּלוּ יָה (hallelû Yah, ¡Aleluya!, ¡Alabad a Yah!) en los Salmos 104:35 y 150:1,6 y que se encuentra en forma griega en Apocalipsis 19:1-6.
Tampoco hay dudas sobre la pronunciación de YHW ( יהו Yahu) que no existe como nombre independiente, sino como patrón de nombres teofóricos como los de Isaías (Yesha'eyahu), Jeremías (Yirmeyáhu) y Matías (Matityahu).
Más allá del consenso, que se refiere a la mejor reconstrucción posible del nombre, se ha señalado que hay otras formas del mismo nombre como Yaho, Yehuah o quizás Yehóh presente en nombres teofóricos como Josafat (Yəhōšafaṭ) o Josué (Yəhōšua). Este a su vez contraído en YW (יו Yoḥ) como en Jonatán ( יונתן Yōnāṯān) o Joel (יואל Yōʾēl) .

## El Tetragrámaton en otros idiomas
- Diodoro Sículo (c. 90-c. 30 a. C.), Biblioteca histórica, I.94: Ἰαὼ[135] (Iao)[136]
- Ireneo de Lyon (c. 130-c. 202), Contra haereses 1.4.1: Ἰαώ[137] (Iao)[138] y Contra haereses 2.35.3: Ιαωθ (Iaoth),[139] literalmente Yahveh de los ejércitos.
- Clemente de Alejandría (c. 150-c. 215-217), Stromata 5.6: Ἰαουέ según dos manuscritos,[140][141] Ἰαού según un manuscrito,[142] (Jave)[143][144]
- Orígenes (184/185-254), Comentario sobre el Salmo 2: Ἰαή[145] (Iae, Iaê);[146][147] Comentario sobre el Evangelio de Juan, 2.1: Ἰαώ[148] (Iao)[149]
- Porfirio (c. 233-c. 305 o 309), citado en Eusebio de Cesarea (c. 265-339), Praeparatio Evangelica, 1.9: Ἰευώ[150] (Ieuo)[151]
- Epifanio de Salamina (315-403), Adv. Haer. 1.3.40: Ἰάβε[152] (Jahveh),[153] junto con los equivalentes de Shaddai, Elyon, El, Elohim, Tzevaot, Elyon, Adonai, Yah
- Teodoreto de Ciro (c. 393-entre 458 y 466), Quaestiones in Exodum 15: según los samaritanos Ἰαβέ (Yabe/Yave), según los judíos Άϊά (Aia)[154][155] Άϊά es una transcripción griega de אֶהְיֶה (ehyeh, "yo soy") de Éxodo 3:14,[156] Teodoret da la misma información en Haereticarum Fabularum Compendium 5.3, pero en lugar de Ἰαβέ escribe Ἰαβαί,[157] que ya entonces se pronunciaba igual, como en el griego moderno.
- Macrobio (c. 385/390-c. 430), en su obra Saturnalia, I,18 cita ciertos escritos mucho más antiguos que en clave sincrética mencionaron un dios Ἰαώ (Iao)[158]
- Jacobo de Edesa (c. 640-708), que escribía en siríaco, una forma del arameo dotada de un sistema de indicar las vocales mejorado por él, dice que el nombre de Dios es Ehyeh, como en la declaración de Dios en Éxodo 3:14, "Ehyeh asher ehyeh" (אֶֽהְיֶ֖ה אֲשֶׁ֣ר אֶֽהְיֶ֑ה).[159]
- Seudo-Jerónimo (siglo IX): Breviarium in Pss.: Iaho[160]

En ciertos manuscritos judíos de la Septuaginta griega se representaba el Tetragrámaton no por Κύριος (Señor) y Θεὀς (Dios), sino por las cuatro consonantes del mismo Tetragrámaton escritas con caracteres hebreos o paleohebreos. Jerónimo, en Ep. XXV ad Marcellam, informa que algunos ignorantes, al no conocer el alfabeto hebreo, creían que las letras del Tetragrámaton יהוה, que encontraban en los manuscritos, fuesen las letras griegas ΠΙΠΙ (pipi).

## Escritura con puntos vocálicos
Antes de la introducción entre los siglos VII y X de un sistema de puntos y rayitas para indicar las vocales, el Tetragrámaton se escribía con las solas consonantes yōḏ (י), hē (ה), wāw (ו), hē (ה). Desde ya alrededor de 300 a. C. se había establecida entre los judíos la tradición de tratar el nombre de Dios como impronunciable. Cuando el lector llegaba al Tetragrámaton יהוה (YHWH) pronunciaba "Adonai" (mi Señor) o, si la palabra inmediatamente precedente era ya "Adonai", pronunciaba "Elohim" (Dios). En la escritura sagrada se conservaba el Tetragrámaton, en la lectura sagrada se decía en su lugar Adonai o Elohim.
Cuando se adoptó el uso de escribir las vocales, se ponía con las consonantes del Tetragrámaton las vocales de la palabra efectivamente pronunciada, "Adonai" ("a" débil, "o" y "a") con las consonantes de "YHWH" (hay que tener en cuenta que la "a" débil de "Adonay" no es soportable bajo la "yod" inicial de "YHWH", convirtiéndose en "e" débil), "Elohim" o, fuera de la lectura sagrada en la sinagoga, "Shema" (El Nombre, en arameo), "HaShem" (El Nombre, en hebreo).
| כְּתִיב Ketib (Escrito)        | יְהוָה                            | יְהֹוִה   | יְהֹוָה    |
| reemplazo del Tetragrámaton | "El Nombre"                     | "Dios" | "Señor" |
| arameo                      | שְׁמָא                             |        |         |
| קְרֵי Qere (Leído)            | הַשֵּׁם                             | אֱלֹהִים  | אֲדֹנָי    |
| transliteración             | Shema (arameo), HaShem (hebreo) | Elohim | Adonai  |

## El Tetragrámaton en recientes versiones católicas y ecuménicas de la Biblia
En 2008, la Congregación para el Culto Divino y la Disciplina de los Sacramentos de la Santa Sede renovó las existentes directivas sobre las traducciones bíblicas para uso litúrgico (no en general): "Para la traducción del texto bíblico en lenguas modernas destinados al uso litúrgico de la Iglesia, [...] el divino Tetragrama ha de ser traducido por el equivalente de Adonai/Kyrios: «Lord», «Signore», «Seigneur», «Herr», «Señor», etc." y "al traducir, en el contexto litúrgico, los textos en los que están presentes uno después del otro, ya sea el término hebreo Adonai o el tetragrama YHWH, Adonai ha de ser traducido como «Señor» y la palabra «Dios» ha de ser usada en lugar del tetragrama YHWH". Eso concierne el uso litúrgico de las traducciones bíblicas y no a las traducciones en sí mismas, por lo cual la Iglesia católica aprueba la Biblia de Jerusalén, que traduce el Tetragrámaton como "Yahweh" si bien requiere que en un contexto litúrgico (oraciones y cantos) en la lectura se diga: "Señor".
Los editores de la Biblia de las Américas dan la siguiente explicación sobre su decisión de traducir el Tetragrámaton con “SEÑOR” (todo en mayúsculas): 

EL NOMBRE DE DIOS. Para el nombre de Dios hay varias palabras en hebreo: uno de los más comunes es “Elohim”, traducido ‘Dios’; otro es “Adonai”, traducido ‘Señor’; pero el nombre asignado a Dios como su nombre especial o su nombre propio, tiene en hebreo estas cuatro letras: “YHWH”. Este no era pronunciado por los hebreos debido a la reverencia que tenían a lo sagrado de este nombre de la divinidad, y lo sustituían por otro de los nombres de Dios. La versión griega del Antiguo Testamento, conocida como la Septuaginta (LXX), o versión de los Setenta, traduce “YHWH” generalmente por “Kurios” (‘Señor’), y la Vulgata Latina, que tuvo también una gran influencia en la traducción de la Biblia a muchos idiomas, lo traduce por “Dominus” (‘Señor’). En La Biblia de las Américas hemos usado el nombre de “SEÑOR” (todo en mayúsculas) para traducir el Tetragrámaton. Cuando este nombre ocurre junto al nombre hebreo “Adonai” (‘Señor’) entonces “YHWH” es traducido “DIOS” (todo en mayúsculas) con la nota correspondiente. Algunas versiones traducen este nombre por “Jehová” (o “Jehovah”) y otras por “Yahvé” (o “Yahveh”).
La Biblia de las Américas Nueva Biblia de los Hispanos The Lockman Foundation

En el órgano de las Sociedades Bíblicas Unidas, Traducción de la Biblia. Edesio Sánchez Cetina comentó en 2002 que hoy en día las nuevas traducciones bíblicas tanto en español como en inglés tienden a evitar el uso de "Jehová(h)" para traducir el Tetragrámaton. La Nueva Biblia de Jerusalén (1998) usa "Yahvé", la Biblia "Latinoamérica" (1995) "Yavé", la Nueva Versión Internacional (1999) "SEÑOR", La Dios Habla Hoy o Versión Popular (1994) "Señor" e un solo pasaje "SEÑOR".
Edesio Sánchez Cetina concluye así:

Hay versiones que han sido traducidas o revisadas con el fin de servir al mundo académico y a los que necesitan, por su papel en la misión de la iglesia, profundizar más en la exégesis y la interpretación. Para ellos, me parece a mí, una versión que decida transcribir el nombre de Dios como debió de ser el original, «Yahvé», es algo excelente. Tales versiones, como es el caso de la Nueva Biblia de Jerusalén, también prestan especial atención a la transcripción de los otros nombres y títulos divinos, y de otros asuntos importantes para la exégesis.

Existen, por otro lado, versiones cuyo propósito es el uso litúrgico. Es decir, han sido preparadas para la lectura pública. En tales casos, y me parece que esta es la situación de la Nueva Versión Internacional, la opción por el uso de «Señor» es la preferible. Hay que reconocer que en el culto y en la proclamación de la Palabra no siempre están presentes o escuchan personas de la misma tradición o confesión cristiana. Por ello, el uso de la palabra «Señor» responde perfectamente a la sensibilidad interconfesional y ecuménica.
Edesio Sánchez Cetina, "¿JEHOVÁ, YAHVÉ, SEÑOR...? ¿Qué hay en el Nombre y cómo traducirlo?" en Traducción de la Biblia, Vol. 12 Núm. 2 2002

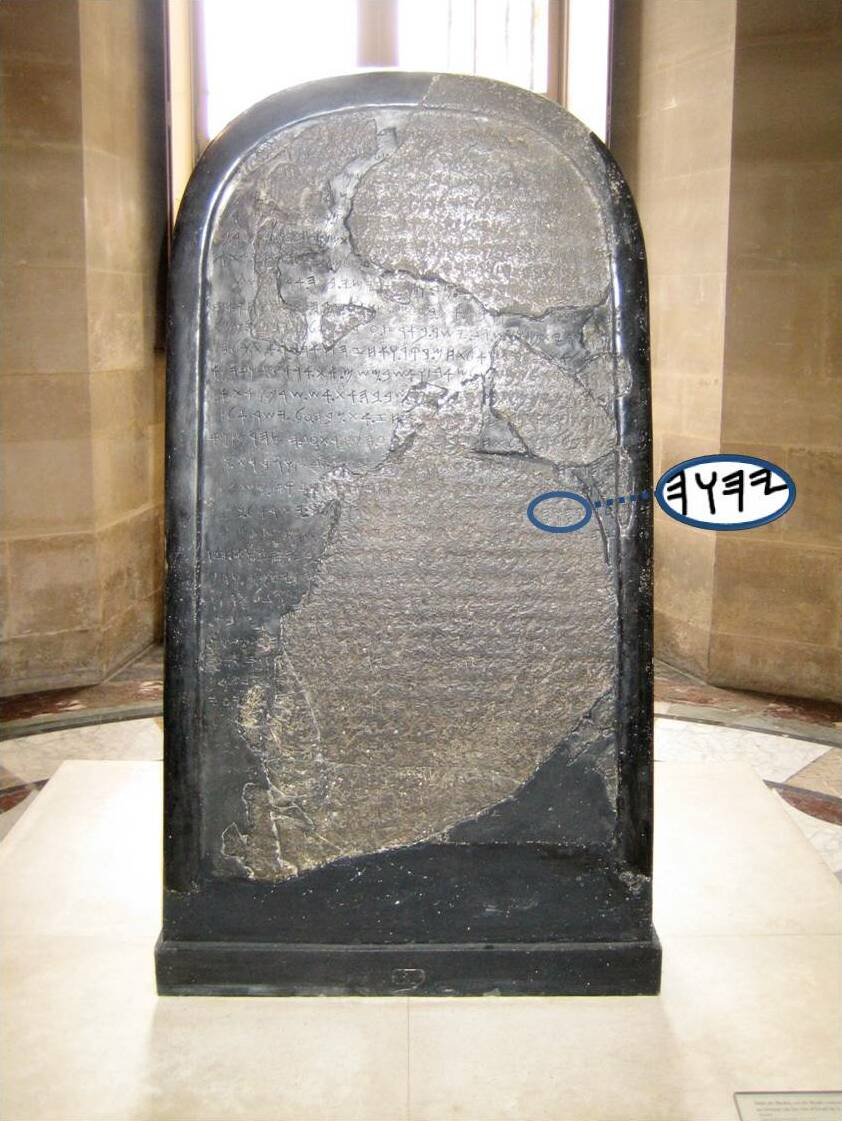
Estela moabita de Mesha, Museo del Louvre, siglo IX a. C.
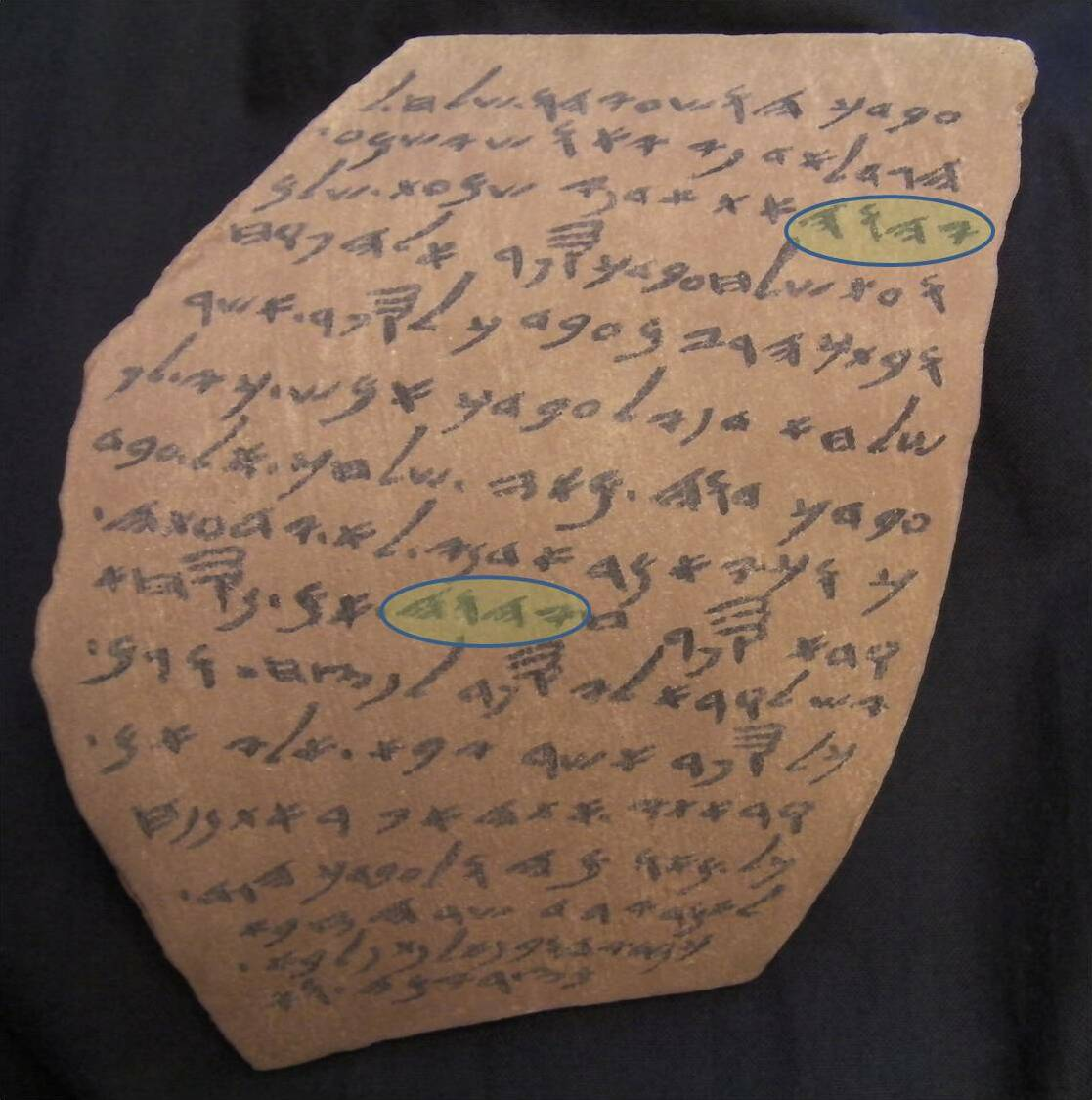
Inscripción n.º 3 de Laquis, c. 590 a. C.
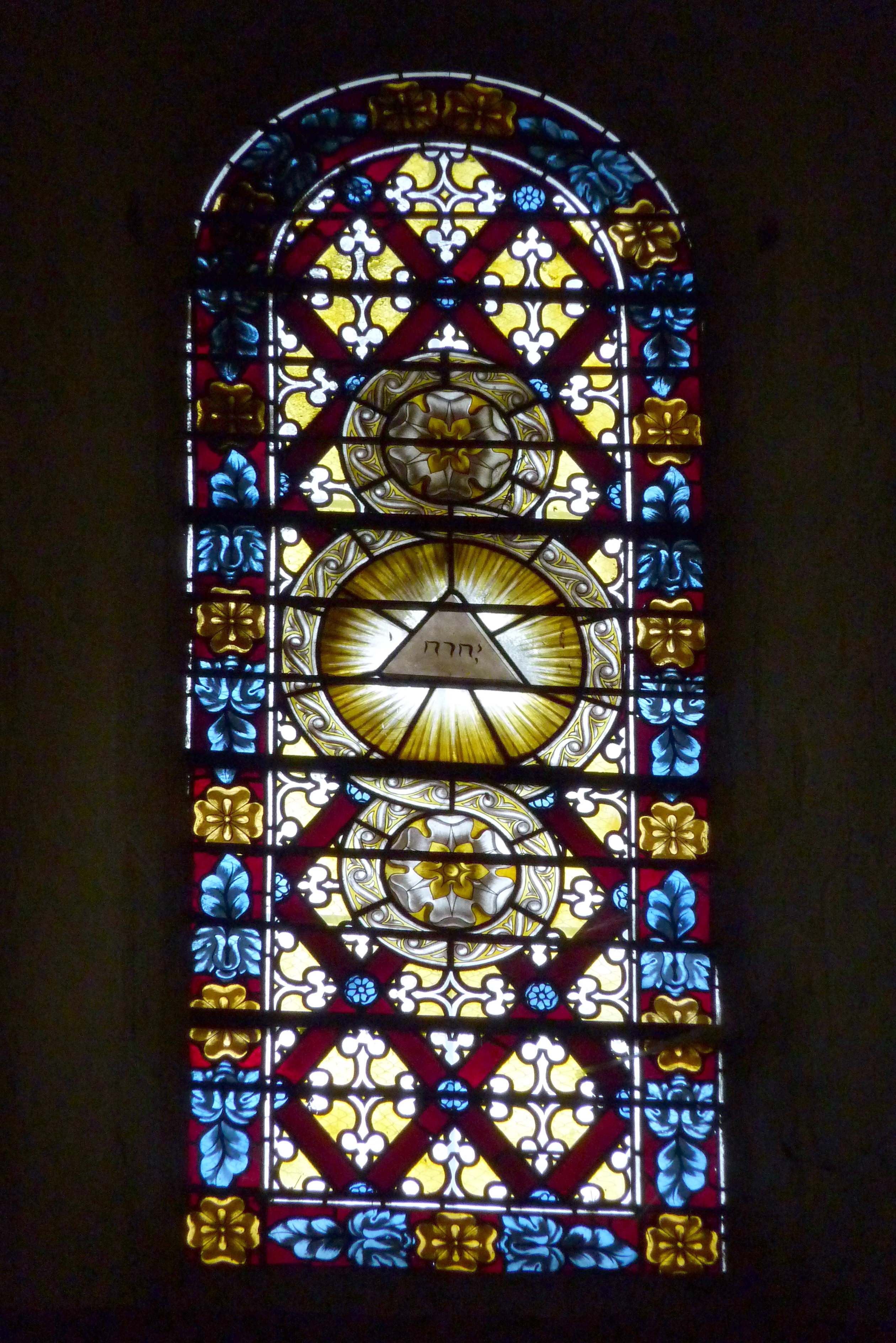
Vitral en Catedral Notre-Dame de Paris, siglo XIII.
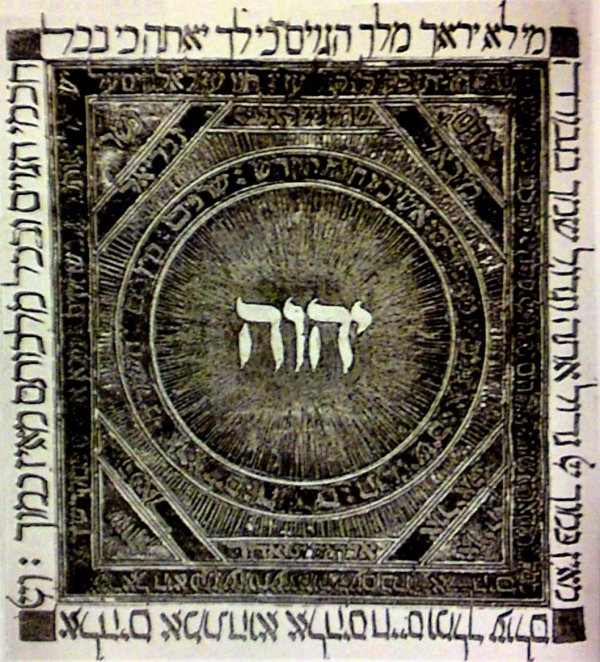
Biblia sefardi, 1385 d. C.
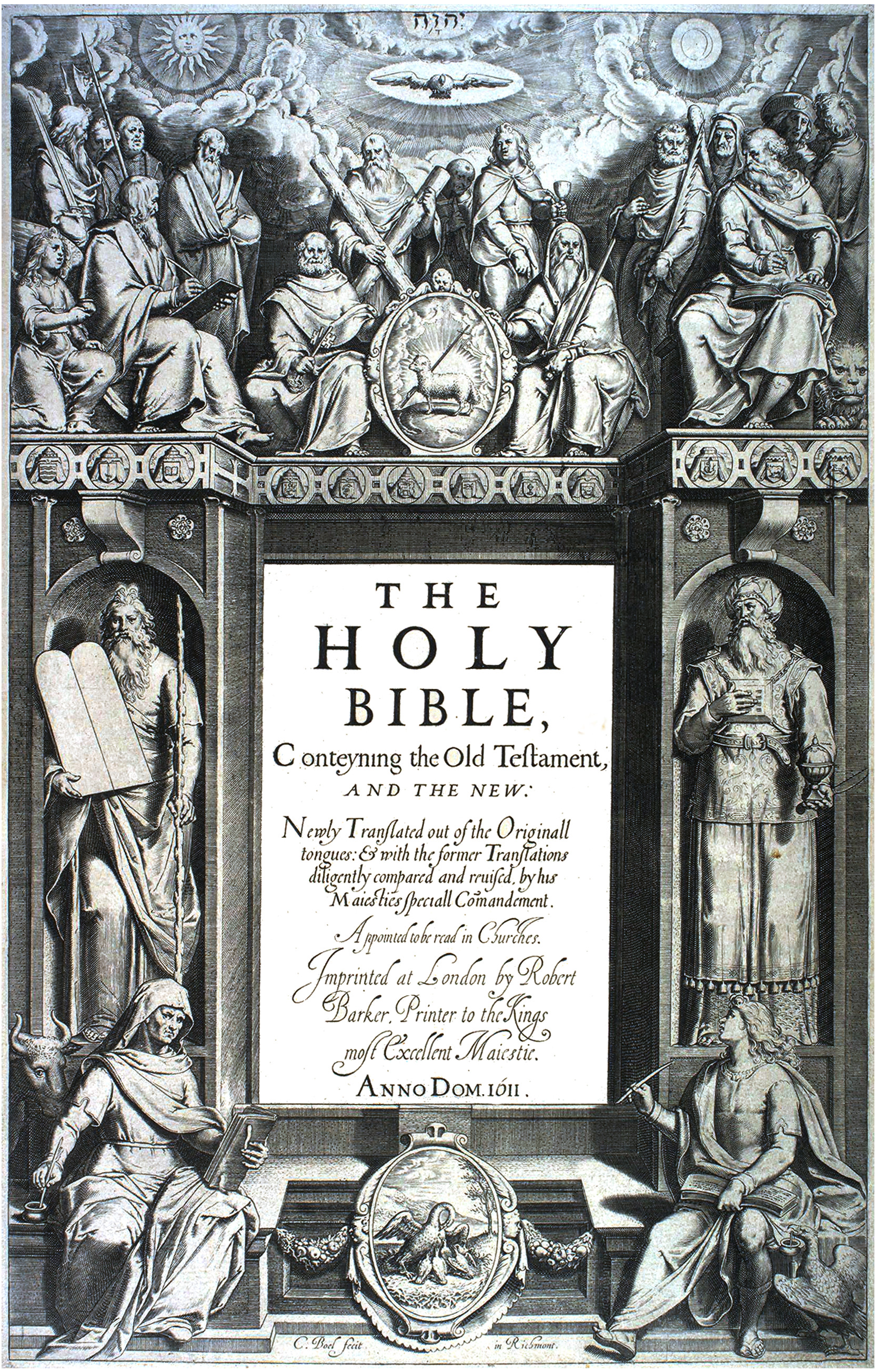
Portada de la Biblia del rey Jacobo, Inglaterra, 1611.[Nota 7]
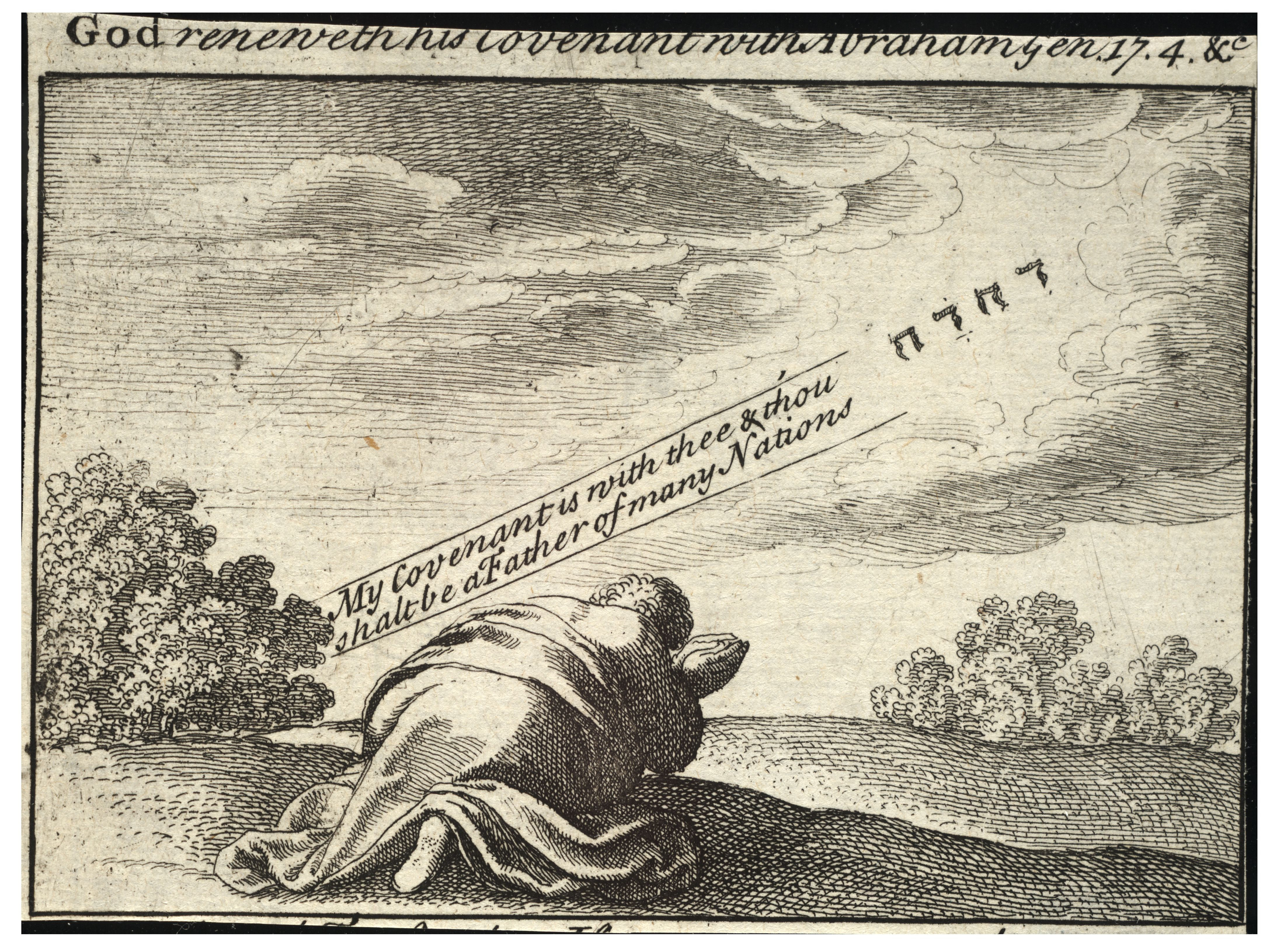
Génesis 17.4, grabado por Václav Hollar (1607-1677).
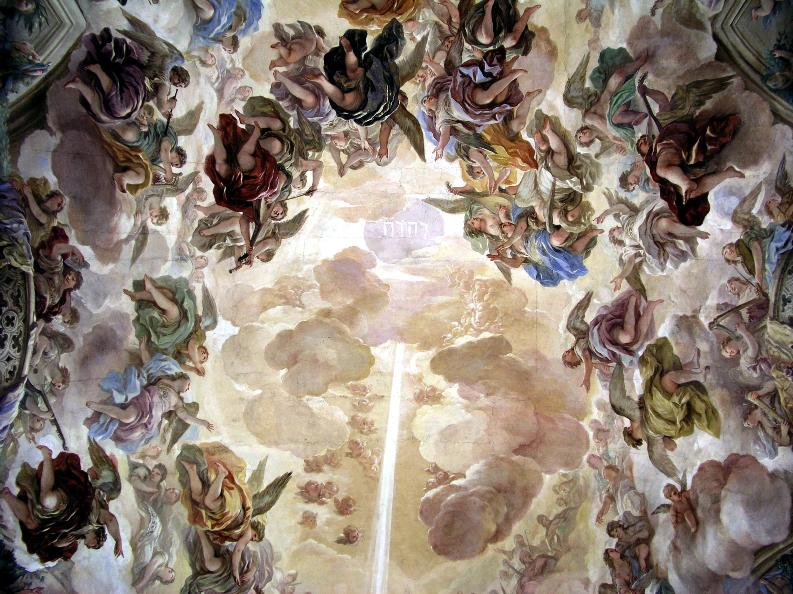
Cielorraso de la sacristía de la Catedral de Toledo, por Luca Giordano, 1698.
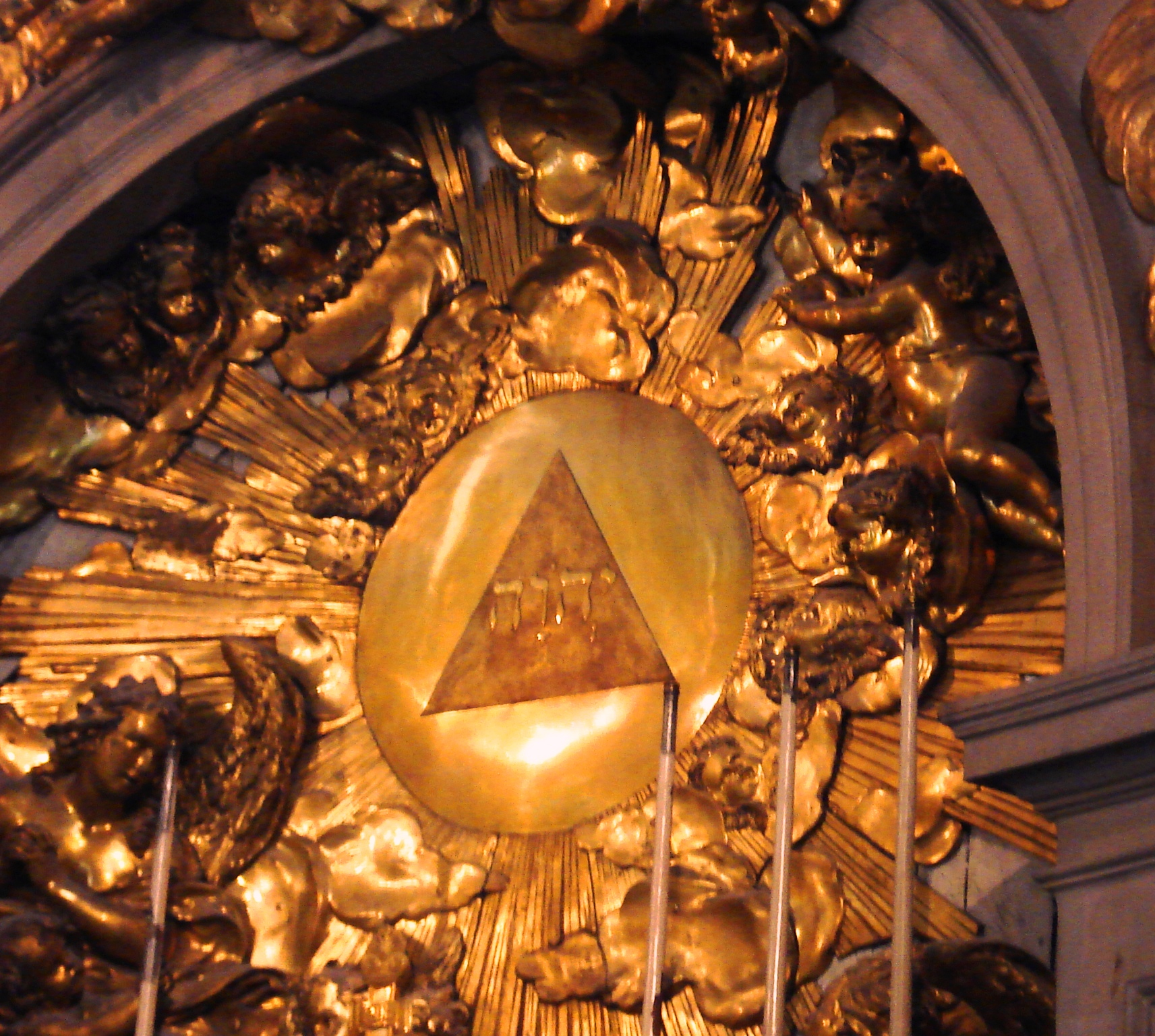
Tetragrámaton en un triángulo (Versalles, Francia), 1710.
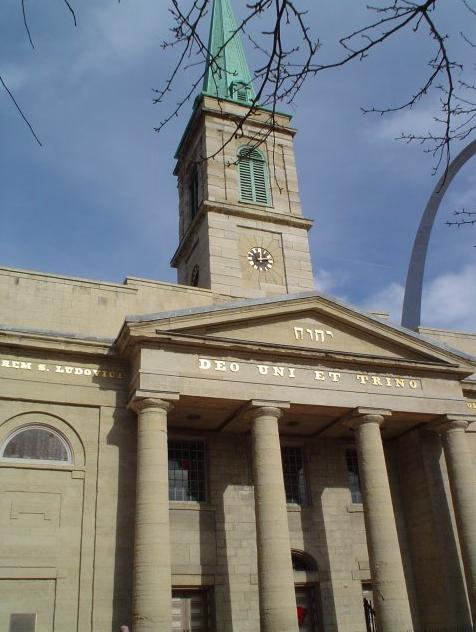
Basilica of St. Louis, King of France en San Luis (Misuri), 1831-1834.
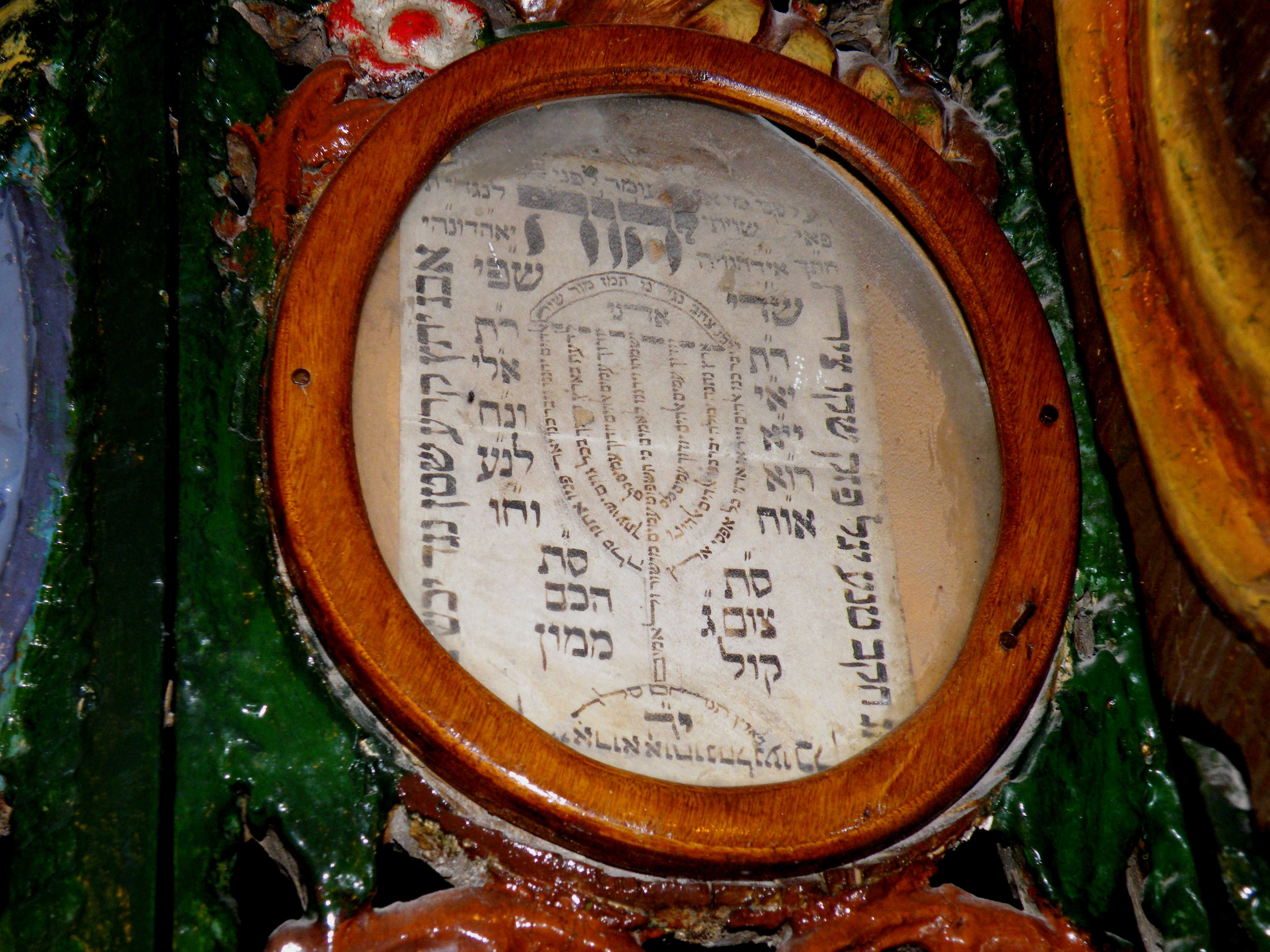
Shiviti con menorá de la Sinagoga Asquenazí Ari, Safed, 1837-1847
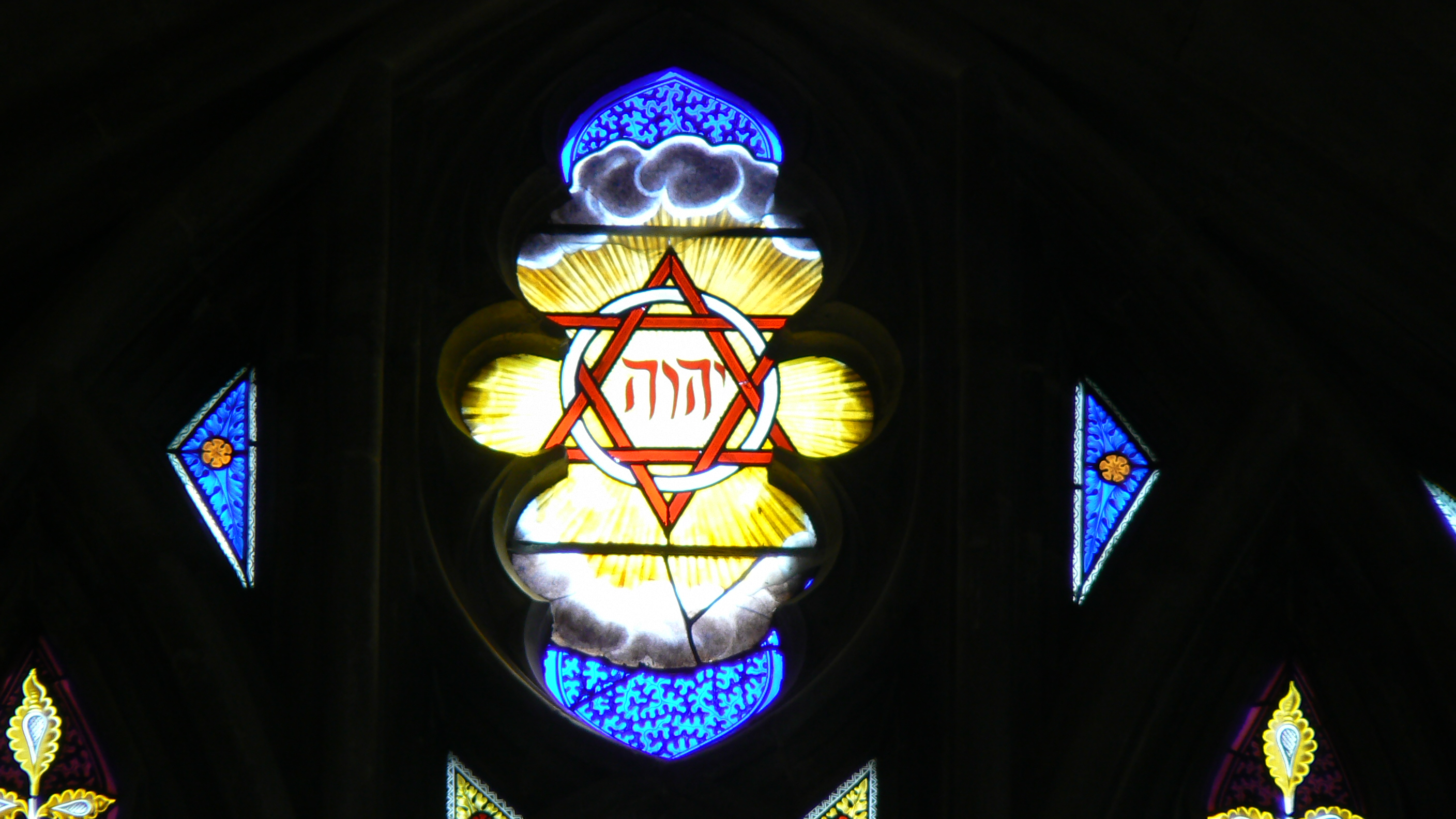
Vitral con estrella de David, catedral de Winchester, siglo XIX.
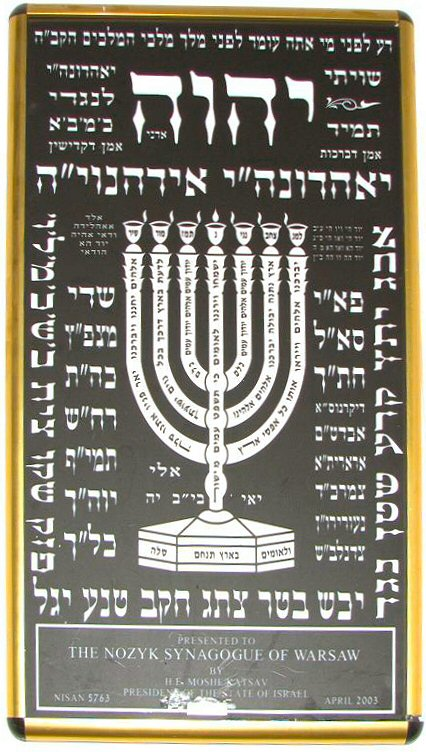
Shiviti con menorá de la sinagoga Nożyk, Varsovia, 2007